# 마운트쿡 항공
마운트쿡 항공(영어: Mount Cook Airline)은 뉴질랜드의 지역 항공사로 본사는 뉴질랜드 크라이스트처치에 위치해 있었으며 허브 공항으로 크라이스트처치 국제공항이 있었다.

## 역사
1920년에 뉴질랜드 에어로 트랜스포트 컴파니(영어: New Zealand Aero Transport Company)로 뉴질랜드의 남섬에 있는 항구 도시 티마루에서 설립되었다. 원래는 프랑스 공군에서 사용되고 있던 6대의 에어코 DH.4와 아브로 504을 이용하여 운항하기 시작했다. 1921년에 단기간에 국내선 취항을 성공을 거두었지만 이후 정부가 항공 업계의 구조 조정 일환으로 운항이 중단되었다.
1930년에 다시 퀸스타운 마운트쿡 항공을 설립했다. 설립 후 뉴질랜드의 전세기를 운항하고 있으나 제2차 세계대전 발발로 인해 영업이 중단되었다가 1952년에 운항 재개와 동시에 마운트쿡 에어 서비스로 사명이 변경 했으며 1961년 현재의 사명으로 변경되어 크라이스트처치, 퀸스타운과 뉴질랜드 지역에 더글러스 DC-3로 운항하기 시작했다. 2019년 12월 10일 모든 노선과 항공기가 에어 뉴질랜드와 합병되면서 에어 뉴질랜드 소속으로 변경됨과 동시에 마운트쿡 항공이라는 항공사는 역사속으로 사라졌다.

## 보유 기종
- 2019년 12월 10일 운항 중단 당시 마운트쿡 항공은 다음과 같은 기종을 보유하고 있었으며 평균 기령은 6.7년이다.[3]